# Picture of Perfect Youth
Picture of Perfect Youth è una pubblicazione limitata in CD e vinile, e raccoglie circa la metà dei B-side dei Feeder.
Sul sito ufficiale l'edizione CD è stata esaurita, anche se l'album è stato poi ripubblicato nel marzo 2007. L'edizione in vinile è rimasta disponibile per l'acquisto fino alla fine del 2005, quando è stata venduta l'ultima unità.
La pubblicazione della compilation non ha prodotto una grande risonanza, dato che l'unico singolo presente in essa è la famosissima Just A Day. Tuttavia, sono incluse le cover dei singoli Can't Stand Losing You e The Power Of Love, originariamente pubblicato da The Police e Frankie Goes to Hollywood, rispettivamente. Quest'ultima è stata inclusa nella compilation 1 Love, redatta dal NME in collaborazione con l'associazione benefica War Child, e contenente rivisitazioni di successi inglesi scelti negli ultimi 50 anni.
L'album ha ricevuto originariamente una valutazione di 3/5 da Kerrang!, ma una nuova recensione pubblicata dopo la ristampa dell'album l'ha ridotta a 2/5. La ristampa si è attestata alla posizione numero 65 nella Official Albums Chart, e in terza posizione nella Official Independent Chart.

## Tracce

### Disco 1
1. Emily
2. Living in Polaroid
3. Opaque
4. The Power of Love
5. Broken
6. Lose the Fear
7. Remember the Silence
8. Tomorrow Shine
9. Purple
10. Space Age Hero
11. Can't Stand Losing You
12. Just A Day
13. Slowburn
14. Elegy
15. 21st Century Meltdown
16. Home for Summer
17. Here in the Bubble
18. Forgiven

### Disco 2
1. Feel It Again
2. Getting to Know You Well
3. Whooey
4. Bullet
5. World Asleep
6. Rain
7. Eclipse
8. Oxidize
9. Bad Hair Day
10. Come Back Around
11. Circles
12. Spill
13. Rubberband
14. Slider
15. Can't Dance to Disco
16. TV Me
17. Wishing for the Sun
18. Undivided

"Come Back Around" - traccia 10 del disco 2 - è contenuta nel singolo Turn, e non va confusa con la più famosa canzone che apre il disco Comfort in Sound.